# Ejura
Ejura is een plaats in Ghana (regio Ashanti). De plaats telt 29 478 inwoners (census 2000).